# Záhada

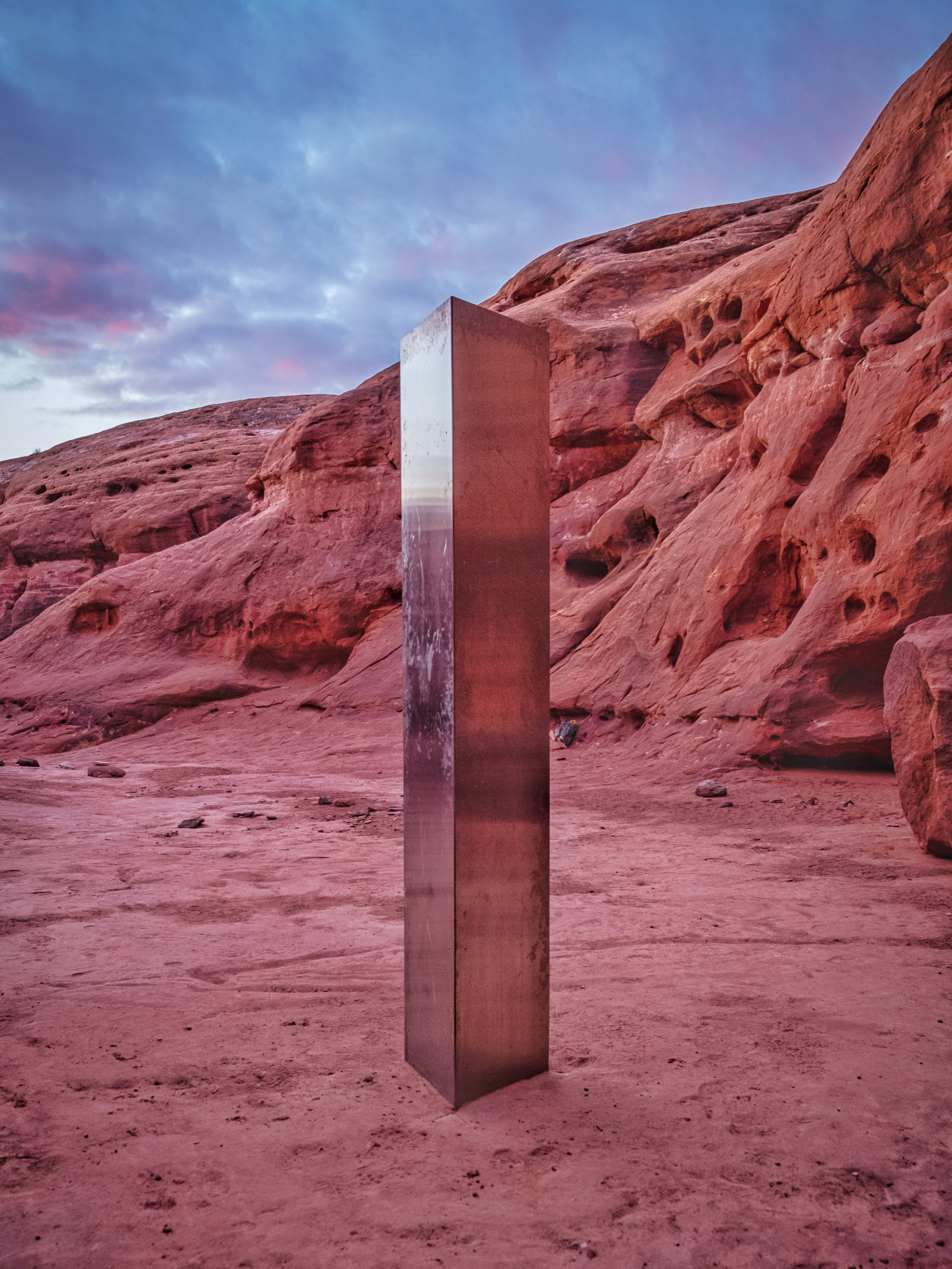
Kovový monolit v Utahu

Záhada je označení pro takový stav lidského poznání a znalostí, který na podkladě dosavadních znalostí a zkušeností doposud neumožňuje seriózní resp. vědecký popis nějaké reálné skutečnosti. V praxi se může jednat například o doposud neobjevený a nepopsaný přírodní či společenský fenomén, jev, děj či princip, který je sice objektivně znám, ale není doposud věrohodně popsán a vysvětlen.

## Individuální rovina vnímání a posuzování
V individuální rovině jednotlivce ale vnímání toho, co je či není záhada, může být čistě subjektivní. To, co se někomu jeví jako záhada, pro jiného člověka záhadné být vůbec nemusí.